# Narinho (departamento)
Narinho (Nariño) é um departamento da Colômbia. O território é uma homenagem ao líder  independentista Antonio Nariño. Faz fronteira com Cauca, Putumayo e o Equador, além do oceano pacífico. Tem um clima Equatorial nas planícies próximas ao pacífico e um clima frio nas montanhas (Andes) no leste do estado.

## Municípios
1. Albán
2. Aldana
3. Ancuya
4. Arboleda
5. Barbacoas
6. Belén
7. Buesaco
8. Chachagüí
9. Colón (Génova)
10. Consaca
11. Contadero
12. Córdoba
13. Cuaspud
14. Cumbal
15. Cumbitara
16. El Charco
17. El Rosario
18. El Tablón
19. El Tambo
20. Francisco Pizarro
21. Funes
22. Guachucal
23. Guaitarilla
24. Gualmatán
25. Iles
26. Imues
27. Ipiales
28. La Cruz
29. La Florida
30. La Llanada
31. La Tola
32. La Unión
33. Leiva
34. Linares
35. Los Andes
36. Magui
37. Mallama
38. Mosquera
39. Olaya Herrera
40. Ospina
41. Pasto
42. Policarpa
43. Potosí
44. Providencia
45. Puerres
46. Pupiales
47. Ricaurte
48. Roberto Payán
49. Samaniego
50. San Bernardo
51. Sandona
52. San Lorenzo
53. San Pablo
54. San Pedro de Cartago
55. Santa Barbara
56. Santacruz
57. Sapuyes
58. Taminango
59. Tangua
60. Tumaco
61. Tuquerres
62. Yacuanquer

### Etnias
| Cor/Raça           | Porcentagem |
| ------------------ | ----------- |
| Mestiços e Brancos | 70,42%      |
| Afro-colombianos   | 18,82%      |
| Indígenas          | 10,76%      |
| Ciganos            | 0,01%       |